# Digimon Fusion Battles
Digimon Fusion Battles (デジモンクロスウォーズ?, Dejimon Kurosu Wōzu) conosciuta anche come Digimon Xros Wars, è la sesta serie anime del media franchise giapponese Digimon. La serie ha debuttato in Giappone il 6 luglio 2010 sulla TV Asahi e ciò la rende la prima stagione dei Digimon a non essere trasmessa su Fuji Television. 
Il 9 luglio 2010, la Toei Animation ha depositato un marchio per Digimon Xros Wars con l'US Patent and Trademark Office, registrato sotto il titolo di "Digimon Fusion Battles". 
Anche in Italia la serie è stata trasmessa con tale titolo dal 10 giugno 2013 sulla rete Rai 2 nel contenitore Cartoon Flakes. L'8 agosto la serie è stata sospesa senza nessun preavviso, torna successivamente in onda il 3 ottobre dal primo episodio su Rai Gulp.

## Trama
Taiki Kudo, un ragazzo di tredici anni, un giorno sente per caso una melodia misteriosa che lo conduce in un vicolo. Improvvisamente, un leggendario Digivice chiamato Xros Loader appare dinanzi ai suoi occhi. Accompagnato dai suoi amici, Akari Hinomoto e Zenjiro Tsurugi, Taiki viene trasportato a Digiworld, il mondo digitale.
Qui incontra Shoutmon, abitante del non lontano "Villaggio dei Sorrisi", che giorno dopo giorno lotta contro l'esercito di Bagramon per difendere la propria terra e per diventare il futuro Re dei Digimon.
In un momento di difficoltà Taiki avvia il suo Xros Loader ed innesca un metodo di unione leggendario: la DigiXros, con la quale digifonde Shoutmon con il suo amico  Ballistamon.
Tuttavia, a causa della sua inesperienza, l'operazione genera un Digimon instabile che si scinde rapidamente nei due Digimon iniziali. Con questo nuovo potere l'esercito nemico è sconfitto momentaneamente e Shoutmon, vedendo la possibilità di concretizzare il suo sogno, cerca in tutti i modi di convincere Taiki a rimanere a Digiworld. Quest'ultimo, però, ha interesse soltanto nel riportare Akari e Zenjiro a casa; pertanto rifiuta l'offerta. Considerando, inoltre, gli intenti di Shoutmon come puramente egoistici, i due finiscono per separarsi con rammarico.
Il giorno dopo Taiki, Akari e Zenjiro vanno via dal Villaggio dei Sorrisi, alla ricerca di altri esseri umani, ma vengono attaccati nuovamente dall'esercito di Bagramon. Legati ancora ai ragazzi, i Digimon del villaggio li soccorrono, riattivando la DigiXros e sconfiggendo ancora una volta l'esercito Bagra. Shoutmon ha modo, così, di chiarire il significato del suo sogno: proteggere tutti i digimon del mondo digitale, ponendo fine al regno di oppressione di Bagramon.
Apprendendo ciò, Taiki e compagni decidono, dunque, di aiutare Shoutmon e gli altri digimon, formando ufficialmente il gruppo denominato  Fusion Heart.
Di lì a poco, il gruppo fa la conoscenza di Kiriha Aonuma, generale dell'armata  Blue Flare. Stupito delle doti superiori di Taiki, egli cerca in tutti i modi di convincerlo a diventare il suo braccio destro; quest'ultimo, tuttavia, rifiuta l'offerta poiché Kiriha non sembra riconoscere il valore della vita, trattando i propri digimon come meri strumenti per i propri scopi.
Ciò che cercano le varie armate in belligeranza sono le cosiddette "Corone del Codice": chi le possiede tutte e 108, infatti, può modificare Digiworld a proprio piacimento. Anche la Fusion Heart si adopera nel loro ritrovamento, per impedire che sia l'esercito Bagra ad impossessarsene.
Per fare ciò, il team si reca nelle varie Zone in cui è suddiviso il mondo digitale, affrontando di volta in volta nuove difficoltà e nemici.
Lungo il tragitto reclutano, inoltre, diversi Digimon sotto la loro bandiera ed acquisiscono digixros superiori, passando dal semplice Shoutmon X2, formato da Shoutmon e Ballistamon, al più agile e potente Shoutmon X5, nato dalla collaborazione con il 3° generale, Nenè Amano.
Alla fine tutti i frammenti restanti della Corona del Codice vengono prese dai Fusion Heart e dai Blue Flare. Nonostante ciò, Bagramon riesce comunque ad impossessarsi delle Corone del Codice di Taiki e Kiriha, riunendole tutte e rispedendo Taiki, Akari, Zenjiro nel mondo reale, in compagnia di uno Shoutmon indebolito ed invisibile agli occhi altrui. Qui i ragazzi tentano di riprendere una vita normale, ma  Tactimon, uno dei tre ufficiali di Bagramon già affrontato dai protagonisti, li ha seguiti nel mondo reale, ed è anch'egli invisibile ma più potente. Da solo, Shoutmon non è in grado di affrontarlo, ma grazie alla determinazione di Akari e Zenjiro, Taiki riesce a far superdigievolvere Shoutmon in OmegaShoutmon, ribaltando così drasticamente la situazione a loro favore.
Grazie all'aiuto della DigiMemoria di Omnimon, Taiki riesce a ritornare nel mondo digitale, lasciando però Akari e Zenjiro in quello reale.
Si scopre come, ormai, Digiworld sia sotto il dominio assoluto di Bagramon, che, grazie alla Pietra Nera (una versione oscura della Corona del Codice) lo ha suddiviso in sette regni posti sotto la gestione di altrettanti generali, denominati "Death Generals". Taiki e Shoutmon finiscono nel territorio dei draghi, sotto il controllo del generale oscuro Dorbickmon. Qui rincontrano di nuovo Kiriha e Nene, e scoprono che i loro amici sono stati imprigionati da Dorbickmon. Grazie al piano di un digimon della zona, Dracomon, riescono a liberarli e a sconfiggere il primo generale oscuro. I Fusion Heart (ai quali si integrano i Blue Flare di Kiriha) compiono un nuovo viaggio per liberare i sei territori rimasti. Sconfiggono in successione NeoVamdemon, Zamielmon,  Splashmon,  Olegmon e Gravimon. Arrivati nell'ultimo territorio, quello del generale Apollomon, costui rivela che anche se lui è uno dei sette generali oscuri in realtà è un Digimon buono che cerca di trovare un modo per aiutare la sua gente fingendo di aiutare Bagramon. Ma il vero generale oscuro si rivela essere Whispered, che altri non è se non il lato oscuro di Apollomon, e che trascina i Fusion Heart nel Campo dell'oscurità, una dimensione alternativa sotto il regno di Apollomon, la cui energia favoreggia i digimon cattivi.
Qui il gruppo viene sfidato in una battaglia dal Team Twilight, comandato da DarkKnightmon e dal fratello di Nene, Yuu Amano. Il ragazzo, un tempo, venne persuaso da DarkKnightmon che a Digiworld nessuno, se avesse perso, sarebbe scomparso, così Yuu aiutò il malvagio digimon nei suoi piani, credendo che tutto ciò fosse un gioco. Taiki, in uno scontro all'arma bianca, però, riesce quasi a far capire a Yuu che Digiworld non è solo un mondo digitale, ma un mondo simile al loro; a completare il rinsavimento di Yuu ci pensa Metalgreymon, che ferisce gravemente Damemon, il digimon compagno di Yuu. Il ragazzo rimane sconvolto dal fatto che Damemon provi dolore, e così si convince che quello che ha detto Taiki è vero. Alla fine la battaglia è vinta dai Fusion Heart, ma proprio in quel momento Whispered Digifonde Rirismon con Blastmon, creando un crudele e feroce digimon che inizia a far collassare il Campo dell'oscurità. Yuu viene portato in salvo da DarkKnightmon, mentre Taiki e i suoi amici ce la fanno grazie al sacrificio di Beelzemon, che distrugge Rirismon. Ritornati nel regno di Apollomon, i Fusion Heart sconfiggono Whispered e partono verso la fortezza di Bagra.
Intanto, all'interno della fortezza, Damemon sparisce davanti ad un disperato Yuu, che si sente in colpa per la morte del suo amico. DarkKnightmon, vedendo che Yuu ha capito la verità, usa la sua energia negativa per potenziare il suo Digivice Darkness Loader. I Fusion Heart arrivano davanti alla fortezza e ad aspettarli c'è DarkKnightmon, che richiama i sette Generali Oscuri, privi però delle loro essenze, fondendoli in Grandgeneramon. Il digimon sbaraglia la squadra di Taiki e DarkKnightmon ne approfitta per rubare grazie al suo Digivice Darkness Loader le loro essenze, che vengono spedite nella Terra-prigione, una dimensione dove finiscono tutte le essenze dei digimon morti. Taiki si sacrifica per salvare i suoi amici e finisce anche lui nella Terra-prigione. Purtroppo rincontra le essenze di Dorbickmon, NeoVamdemon, Zamielmon, Splashmon, Olegmon, Gravimon e Whispered. Ma in suo soccorso ritornano anche Shoutmon, Ballistamon e Dorulumon, ai quali si uniscono Olegmon (dato che come Taiki crede nel valore dell'amicizia) e Apollomon (che riesce a separarsi da Whispered). Quest'ultimo si sacrifica per permettere a Taiki e ai suoi amici di ritornare a Digiworld dove, con il sacrificio di Olegmon, sconfiggono Grandgeneramon.
A questo punto l'imperatore Bagramon si fa avanti e rivela ai Fusion Heart che, con il potere della Pietra Nera, intende scatenare il D5, un evento apocalittico che unirà Digiworld e la Terra in un nuovo mondo da lui governato. Ma proprio in quel momento DarkKnightmon colpisce alle spalle Bagramon, rivelando che le sue manipolazioni fatte su Yuu e Nene servivano solo a renderlo più forte di suo fratello (dato che tra i due c'era sempre stata una notevole differenza di potere) e si Digifonde proprio con Bagramon, acquisendone i poteri. Durante un suo devastante attacco, Taiki, insieme a Mervamon, Wisemon, Knightmon, Deputymon, i Monitamon e Bastemon, precipitano nei sotterranei della fortezza, dove riescono a salvare Yuu.
Ritornati in superficie si preparano a riaffrontare DarkKnightmon, ma proprio in quel momento Bagramon riprende possesso del suo corpo, eliminando DarkKnightmon e diventando DarknessBagramon. Shoutmon, deciso a prendere la Pietra Nera per sconfiggerlo, si scaglia contro di lui, ma viene assorbito. Fatto ciò, Bagramon avvia il D5, che provoca sulla Terra delle conseguenze devastanti, lasciandola alla mercé del suo esercito. I Fusion Heart lo inseguono e ingaggiano una dura battaglia dove, alla fine, Taiki si fa catapultare dentro il corpo di Bagramon insieme ad Akari e Cutemon, dove ritrova Shoutmon e riesce a prendere la Pietra Nera, facendola ridiventare la Corona del codice, grazie alla quale tutti i Digimon risorgono buoni e si Digifondono con Shoutmon, che riesce a sconfiggere Bagramon. Finalmente ritorna la pace, sia sulla Terra che su Digiworld, dove i digimon fanno ritorno salutando i loro partner.
Un anno dopo, Taiki e Yuu sono diventati membri di una squadra di basket; insieme a loro c'è un ragazzo di nome Tagiru Akashi, il quale ha un sogno: superare in bravura Taiki. In una sala giochi Tagiru vede una presenza misteriosa, che è seguita da tre ragazzi: Ryouma Mogami, Ren Tobari e Airu Suzaki. Tagiru li insegue e finisce nel Digiquartz, una dimensione parallela della Terra ma formata da dati. Qui viene avvicinato da Gumdramon, il digimon più incontrollabile di tutti, che sogna di diventare il numero uno. A quel punto i due incontrano un vecchio orologiaio, che ha come digimon partner Clockmon: questi dona a Tagiru un Digivice Xros Loader, che diventa rosso (simile a quello di Taiki), grazie al quale il ragazzo può passare dalla Terra al Digiquarz e viceversa. Ritornati nel Digiquartz, Tagiru e Gumdramon (che adesso sono dei veri cacciatori di digimon) si scontrano con un Metaltyrannomon che riesce a metterli in difficoltà; messi con le spalle al muro i due si rivelano i loro desideri, che risultano molto analoghi, e grazie alla forza della loro nuova amicizia Tagiru permette a Gumdramon di digievolvere in Arresterdramon, che riesce a sconfiggere Metaltyrannomon, cosicché Tagiru lo può catturare.
A loro si uniranno Taiki e Shoutmon, che è finalmente divenuto il re dei digimon, e alla fine Yuu e il suo vecchio compagno Damemon. Verso la fine della serie tutti gli umani, tranne i cacciatori di digimon (inclusi Akari e Zenjiro che hanno ricevuto anche loro un Digivice Xros Loader da poco), scompaiono. Il vecchio orologiaio rivela che la causa di ciò è un digimon chiamato Quartzmon, nato quando Bagramon scatenò tutto il suo potere al suo arrivo sulla Terra, e che creò il Digiquartz in cui cominciò a portare alcuni digimon da Digiworld. Grazie al potere di Clockmon, il vecchio orologiaio richiama i sei Eroi Leggendari e i loro digimon (ovvero i protagonisti delle serie precedenti): Tai Kamiya e Agumon, Davis Motomiya e Veemon, Takato Matsuki e Guilmon, Takuya Kanbara e Masaru Daimon e il suo Agumon; l'ultimo di loro è Taiki insieme a Shoutmon. Per sconfiggere Quartzmon bisogna utilizzare la mano invincibile, la stessa mano destra di Bagramon. I ragazzi riescono a recuperarla e ad attivarla, ma Quartzmon, che fino ad allora era camuffato da Astamon, il digimon di Ryouma, la distrugge ferendo gravemente Taiki e Shoutmon.
A quel punto Taiki nomina Tagiru e Gumdramon come suoi successori e sparisce insieme a tutti a causa del potere di Quartzmon che ha avvolto completamente la Terra. Tagiru e Gumdramon sono gli unici sopravvissuti; ritrovano la mano invincibile, l'unica cosa che può distruggere Quartzmon, ridotta in pezzi. Tagiru, tuttavia, non si arrende e Digifonde Gumdramon con la mano, ripristinandola, e insieme riescono a sconfiggere Quartzmon, che regredisce allo stadio di Digiuovo, preso in custodia da Shoutmon. Il vecchio orologiaio riporta i sei Eroi Leggendari nelle loro dimensioni e i digimon a Digiworld. Un mese dopo il vecchio orologiaio rincontra Taiki, Yuu e Tagiru per congratularsi con loro per averlo aiutato a sconfiggere Quartzmon. Taiki, capendo che il vecchio orologiaio poteva spostarsi tra le dimensioni, ha un dubbio sulla sua vera identità: incredibilmente, infatti, il vecchio orologiaio è Bagramon, che ha capito i suoi errori durante la sua sconfitta e, avvertita la presenza di Quartzmon, ha voluto aiutare i suoi vecchi nemici; accanto a lui compare anche Clockmon. Tagiru avverte una presenza e capisce che si tratta di Gumdramon. I due sono di nuovo felici di rivedersi e insieme iniziano una nuova caccia ai digimon.

## Episodi
Digimon Xros Wars fu annunciato per la prima volta nel numero di giugno 2010 della rivista V Jump di Shūeisha, incluso il nome della serie e una breve descrizione della serie, oltre alla presentazione dei personaggi principali. La serie fu trasmessa per la prima volta in formato widescreen 16:9 e in HD 1080i su TV Asahi tra il 6 luglio 2010 e il 25 marzo 2012. Crunchyroll iniziò la messa in onda in streaming della serie fuori dal Giappone nel novembre 2011. Saban Brands ha licenziato la serie fuori dell'Asia con il titolo Digimon Fusion. Una versione in lingua inglese prodotta da Studiopolis è stata trasmessa nel Nord America su Nickelodeon durante il 2013. In Malaysia una versione con un doppiaggio alternativo in inglese basata sulla quella giapponese, intitolata Digimon Fusion Battles, iniziò la messa in onda su Disney XD l'8 dicembre 2012.

## Personaggi

### Prima e seconda parte
- Taiki Kudo (工藤 タイキ?, Kudō Taiki): personaggio principale della serie e leader della Fusion Heart. Inizialmente si ritrova catapultato in un mondo sconosciuto, ma successivamente capisce che non può "voltare le spalle" ad un mondo che ha bisogno del suo aiuto e decide di rimanervi per liberare il mondo dalla malvagia influenza dell'Esercito Bagra. È doppiato in originale da Minami Takayama e in italiano da Manuel Meli.
- Shoutmon (シャウトモン?): Digimon centrale di Taiki Kudo che vuole salvare Digiworld dalla situazione in cui si trova per poter diventare un giorno il Digimon King, il Re dei Digimon. È doppiato in originale da Chika Sakamoto e in italiano da Gabriele Patriarca.
- Kiriha Aonuma (青沼 キリハ?, Aonuma Kiriha): leader della Blue Flare e lupo solitario del gruppo. Il suo atteggiamento non proprio amichevole creerà notevoli grattacapi a Taiki, anche se poi i due diverranno buoni amici. È doppiato in originale da Takeshi Kusao e in italiano da David Chevalier.
- Greymon (グレイモン?): Digimon centrale di Kiriha Aonuma, rispetta molto il suo Generale e sarebbe disposto a tutto per lui. È doppiato in originale da Takeshi Kusao e in italiano da Alessio Cigliano.
- Nenè Amano (天野 ネネ?, Amano Nene): inizialmente leader del Team Twilight, Nenè è costretta a sottostare al ricatto del suo Digimon centrale DarkKnightmon per salvare suo fratello Yuu. Successivamente si rende conto dell'errore ed entra a far parte della Fusion Heart. È doppiata in originale Hōko Kuwashima e in italiano da Eva Padoan.
- Mervamon (メルヴァモン?): nuovo Digimon centrale di Nenè Amano, è una prode amazzone che entra a far parte della squadra solo nella seconda parte della serie e combatte con Nenè per gratitudine. È doppiata in originale da Ryōko Shiraishi e in italiano da Gemma Donati.
- Yuu Amano (天野 ユウ?, Amano Yuu): vero leader umano del Team Twilight, Yuu viene attirato a Digiworld dal suo Digimon centrale DarkKnightmon, il quale lo influenza con la sua oscurità e lo fa divenire un essere estremamente malefico. Il fratellino di Nenè è convinto che tutto ciò che avvenga a Digiworld sia solo un gioco e che nulla sia davvero reale. È doppiato in originale da Kanae Oki e in italiano da Omar Vitelli.
- Damemon (ダメモン?): Digimon al servizio di DarkKnightmon, che fin dal primo momento si affeziona a Yuu, e insieme diventano grandi amici. È doppiato in originale da Masami Kikuchi e in italiano da Joy Saltarelli.
- Akari Hinomoto (アカリ 陽ノ本?, Hinomoro Akari): è la migliore amica di Taiki. Viene catapultata insieme a lui e a Zenjiro nel mondo digitale ed entra a far parte della squadra dei Fusion Heart. A causa del suo carattere molto insicuro, si lascia soggiogare dalla strega vampira Rirismon, uno dei tre ufficiali dell'esercito Bagra. Durante le avventure nelle varie zone, si preoccupa molto dei suoi amici e aiuta il suo generale Taiki dadogli  sostegno e fiducia. Nella seconda metà della serie riceve anche lei un Digivice Xros Loader. È doppiata in originale da Ryōko Shiraishi e in italiano da Veronica Puccio.
- Cutemon (キュートモン?): Digimon molto dolce che viaggia sempre in compagnia del suo amico Dorulumon, incontrato casualmente dopo essersi separato dai suoi genitori a causa di un attacco da parte dell'esercito Bagra. Dopo essersi uniti ai Fusion Heart, Cutemon comincia ad avere un buon rapporto anche con Akari. È doppiato in originale da Hōko Kuwashima e in italiano da Maura Cenciarelli.
- Zenjiro Tsurugi (剣ゼンジロウ?, Tsurugi Zenjiro): eterno rivale-amico di Taiki per via delle sue enormi capacità in varie discipline sportive, come il kendo. Viene catapultato nel Digiworld insieme a Taiki e Akari. In battaglia si rende sepsso utile maneggiando la Spada Stellare composta da Starmon e i Pickmon e quando Taiki si assenta nei vari scontri, ne prende il posto come generale. Nella seconda metà della serie riceve anche lui un Digivice Xros Loader. È doppiato in originale da Daisuke Kishio e in italiano da Alessio Nissolino.
- Ballistamon (バリスタモン?): Ballistamon è il migliore amico di Shoutmon. Si fonde con lui fin dalla prima DigiFusione in Shoutmon X2 e in tutte quelle successive, ma tende spesso a rompersi per poi farsi riparare da Zenjiro. È in grado di volare, ma odia stare sott'acqua per via della ruggine. È doppiato in originale da Daisuke Kishio e in italiano da Raffaele Palmieri.
- Dorulumon: Digimon solitario che viaggia con Cutemon, per aiutarla a ritrovare i suoi genitori perduti. Rifiuta inizialmente di unirsi ai Fusion Heart a causa del suo carattere burbero. Si scopre da Tactimon, uno degli ufficiali Bagra, che un tempo era membro dell'esercito Bagra, ma che tradì di sua spontanea volontà la sua parte dopo aver scoperto la slealtà con cui agivano i suoi colleghi. Si rivela essere un membro portante per la formazione di Shoutmon X3 e tutte le altre forme successive. È doppiato in originale da Takahiro Sakurai e in italiano da Andrea Lavagnino.
- Bagramon: l'imperatore supremo dell'Impero Bagra, è l'antagonista principale della serie. Ha le sembianze di un uomo barbuto dai lunghi capelli bianchi, con la pelle scura, cinque corna rosse sulla testa e otto piccole ali nere. Indossa abiti bianchi, un parapetto dorato e un mantello bianco. È doppiato in originale da Takeshi Kusao e in italiano da Paolo Marchese.
- DarkKnightmon:  Digimon cavaliere molto subdolo che insieme al temibile fratello Bagramon, aspira a raggiungere il D5, il "giorno del giudizio definitivo", in cui Digiworld verrà plasmato ad immagine e somiglianza a Lord Bagramon. Viene rivelato che DarkKnightmon è in realtà la digifusione di SkullKnightmon e DeadlyAxemon di cui il primo è la sua forma originale. È doppiato in originale da Jūrōta Kosugi e in italiano da Valerio Sacco.

### Terza parte
- Tagiru Akashi: protagonista della terza saga di Fusion Battles. Energico e spericolato, Tagiru è un ragazzo presuntuoso che fa sempre le cose senza pensare. Il suo obiettivo è quello di essere migliore di Taiki, ma nonostante il suo comportamento avventato, egli è disposto a rischiare tutto per proteggere i suoi amici. Anche lui come Taiki ha un Digivice rosso. È doppiato in originale da Marina Inoue e in italiano da Alessio Puccio.
- Gumdramon: Digimon di Tagiru. È doppiato in originale da Kumiko Watanabe e in italiano da Davide Albano.
- Ryoma Mogami: ragazzo calmo e minaccioso, leader del gruppo Hunter costituito da Ren e Airu. E interessato al leggendario Taiki e al suo coinvolgimento nella caccia ai digimon, oltre che ad osservare i progressi di Tagiru. Possiede un Digivice Xros Loader verde. È doppiato in originale da Tetsuya Kakihara e in italiano da Simone Crisari.
- Psychemon: Digimon di Ryoma. È doppiato in originale da Takahiro Sakurai.
- Ren Tobari: freddo, manipolatore e dedicato alla caccia, Ren detiene una certa ammirazione per Taiki, ma non esiterà a ingannare gli altri per aiutare la sua causa. E il più riservato del trio della sua squadra, ma come Airu raccoglie solo certi tipi di Digimon, quelli che ritiene "rari". Non esita a utilizzare mezzi crudeli o anche furbi per catturare la sua preda. Ha un Digivice Xros Loader grigio. È doppiato in originale da Hōko Kuwashima.
- Dracmon: Digimon di Ren. È doppiato in originale da Daisuke Kishio e in italiano da Emiliano Ragno.
- Airu Suzaki: ragazza impertinente ed egoista, che non ha vergogna a flirtare per ottenere ciò che vuole, possiede un Digivice Xros Loader rosa. Oltre ad essere una maestra nel preparare le trappole per la cattura di Digimon, Airu ignora le regole del gioco e ruberà Digimon che trova carini da altri cacciatori o ovviamente cattura i Digimon che trova più carini. Ha una cotta per Yuu. È doppiata in originale da Megumi Han e in italiano da Letizia Scifoni.
- Opossummon: Digimon di Airu. È doppiata in originale da Ryōko Shiraishi.

## Media

### Colonna sonora
Sigle di apertura
- "Never Give Up!" ("Non mollare mai!") (ep. 1-30)
  - Artista: Sonar Pocket
  - Testo: Sonar Pocket
  - Composizione: Sonar Pocket, Yoshiyuki Kinoshita
  - Arrangiamento: Yoshiyuki Kinoshita
- "New World" ("Nuovo mondo") (ep. 31-54)
  - Artista: Twill
  - Testo, Composizione e Arrangiamento: kz(livetune)
- "STAND UP" ("ALZATI") (ep. 55-79)
  - Artista: Twill
  - Testo, Composizione e Arrangiamento: kz(livetune)

Tracce d'intermezzo
- "WE ARE Xros Heart!" ("NOI SIAMO Xros Heart!") (Traccia della DigiXros della Fusion Heart)
  - Artista: Kōji Wada
  - Testo: Riku Sanjou
  - Composizione e Arrangiamento: Kōsuke Yamashita
- "BLAZING BLUE FLARE" ("SFOLGORANTE BLUE FLARE") (Traccia della DigiXros della Blue Flare)
  - Artista: Hideaki Takatori
  - Testo: Riku Sanjou
  - Composizione: Hideaki Takatori
  - Arrangiamento: Hiromasa Kagoshima
- "DARK KNIGHT ~Fujimi no Ouja~" ("DARK KNIGHT - L'invincibile re") (Traccia di DarkKnightmon)
  - Artista: Takayoshi Tanimoto
  - Testo: Riku Sanjou
  - Composizione e Arrangiamento: Kōsuke Yamashita
- "Tagiru Chikara!" ("Potenza ribollente!") (Traccia della Superdigievoluzione di Gumdramon)
  - Artista: Psychic Lover
  - Testo e Composizione: YOFFY
  - Arrangiamento: Ken’ichirou Ooishi
- "Shining Dreamers" ("Sognatori splendenti") (Traccia della Superdigievoluzione di Damemon)
  - Artista: Takafumi Iwasaki
  - Testo: Riku Sanjou
  - Composizione: Takafumi Iwasaki
  - Arrangiamento: Ken’ichirou Ooishi
- "X4B THE GUARDIAN" ("X4B IL GUARDIANO") (Traccia della DigiXros di Shoutmon X4B)
  - Artista: Kōji Wada
  - Testo: Riku Sanjou
  - Composizione e Arrangiamento: Kōsuke Yamashita
- "Sora Mau Yūsha! X5" ("Eroe dei cieli! X5") (Traccia della DigiXros di Shoutmon X5)
  - Artista: Kōji Wada
  - Testo: Riku Sanjou
  - Composizione e Arrangiamento: Kōsuke Yamashita
- "Evolution & Digixros ver. TAIKI" ("Evoluzione & DigiXros ver. TAIKI") (Traccia della Double Xros di Shoutmon DX, versione Fusion Heart)
  - Artista: Kōji Wada, Takayoshi Tanimoto
  - Testo: Riku Sanjou
  - Composizione e Arrangiamento: Kōsuke Yamashita
- "Evolution & Digixros ver. KIRIHA" ("Evoluzione & DigiXros ver. KIRIHA") (Traccia della Double Xros di Shoutmon DX, versione Blue Flare)
  - Artista: Takayoshi Tanimoto, Kōji Wada
  - Testo: Riku Sanjou
  - Composizione: Kōsuke Yamashita
  - Arrangiamento: Shuichirou Fukuhiro
- "WE ARE Xros Heart! ver. x7" ("NOI SIAMO Xros Heart! ver. x7") (Traccia della Great Xros di Shoutmon X7)
  - Artista: Kōji Wada, Takayoshi Tanimoto, Ayumi Miyazaki
  - Testo: Riku Sanjou
  - Composizione e Arrangiamento: Kōsuke Yamashita
- "LEGEND XROS WARS" ("LEGGENDA XROS WARS") (Traccia della battaglia finale)
  - Artista: YOFFI, Takafumi Iwasaki
  - Testo: Riku Sanjou
  - Composizione e Arrangiamento: Kōsuke Yamashita

Sigla inglese (US / Internazionale - Al di fuori dell'Asia)
- When Three Become One

Sigle italiane
- Sigla di apertura e di chiusura: "Apri la mente" (episodi 1-79). Eseguita dai Raggi Fotonici.

### Manga
Un adattamento manga della serie, curato da Yuki Nakashima, è stato serializzato sulla rivista giapponese V Jump dal 21 giugno 2010 al 21 marzo 2012. La serie ha gli stessi protagonisti e la stessa trama di base, ma vi sono alcune differenze sostanziali nello svolgimento della serie.

#### Volumi
| Nº | Titolo italiano (traduzione letterale) Giapponese 「Kanji」 - Rōmaji                                                                                               | Data di prima pubblicazione             | Data di prima pubblicazione |
| Nº | Titolo italiano (traduzione letterale) Giapponese 「Kanji」 - Rōmaji                                                                                               | Giapponese                              |                             |
| 1  | Xrosroad !! Le strade dei ragazzi si incrociano 「クロスロード!! 少年達の道は交わる」 - Kurosurōdo!! Shounen-tachi no Michi wa Majiwaru                            | 29 dicembre 2010 ISBN 978-4-08-870173-8 |                             |
| 2  | Xros Darkness!! Il castello oscuro della cospirazione!! 「クロスダークネス!! 陰謀の暗黒城!!」 - Kurosu Dākunesu!! Inbou no ankokujou!!                             | 4 luglio 2011 ISBN 978-4-08-870263-6    |                             |
| 3  | Xros Memories!! I vecchi tempi dei ragazzi!! 「クロスメモリーズ!! 少年たちの昔日!!」 - Kurosu Memorīzu!! Shounen-tachi no sekijitsu!!                              | 4 novembre 2011 ISBN 978-4-08-870325-1  |                             |
| 4  | Xros Songs!! A tutti i giovani che inseguono i loro sogni!! 「クロスソングス!! 全ての夢を追う少年達へ!!」 - Kurosu Songusu!! Subete no yume wo ou shonen-tachi e!! | 2 maggio 2012 ISBN 978-4-08-870414-2    |                             |

### Videogiochi
Sono stati pubblicati due giochi arcade, Digimon X Arena (デジモンクロスアリーナ?, Dejimon Kurosu Arina) e Super Digicard Battle (超デジカ大戦?, Supa Dejika Taisen), i quali utilizzano anche dei nuovi set di carte speciali. Inoltre, un videogioco appartenente alla serie di Digimon Story basato sulla serie, Digimon Story: Super Xros Wars Red and Blue (デジモンストーリー超クロスウォーズ?, Dejimon Sutōrī Supa Kurosu Wōzu), è stato pubblicato nelle versioni Rossa e Blu per il Nintendo DS in Giappone il 3 marzo 2011.